# Nanobalcis nana
Nanobalcis nana is een slakkensoort uit de familie van de Eulimidae. De wetenschappelijke naam van de soort is voor het eerst geldig gepubliceerd in 1878 door Monterosato.